# Marvel 1602: Fantastick Four
Marvel 1602: Fantastick Four is een stripserie gepubliceerd door Marvel Comics. Ze bestaat uit vijf delen en is het tweede vervolg op het oorspronkelijke Marvel 1602. De serie werd geschreven door Peter David en getekend door Pascal Alixe.

## Inhoud
Het verhaal draait om de avonturen van de Four of the Fantastick's in Londen, de terugkeer van Otto Von Doom en de Four Who Are Frightful. Doom huurt de Four Who Are Frightful in omdat deze beweren naar het eind van de wereld te zijn gereisd en daar een verborgen stad hebben gevonden. Ook ontvoert hij William Shakespeare zodat die een verslag kan maken van de reis naar “het einde van de wereld”. Doom denkt dat de inwoners van de stad zijn gezicht kunnen genezen sinds dit verminkt is geraakt in de serie Marvel 1602.
De Fantastick Four, gewaarschuwd door Benjamin Grimm, zetten de achtervolging in met hun eigen schip. Onderweg blijkt dat Johnathan Storm een vrouw genaamd Doris Evans heeft meegenomen aan boord om haar te redden van een liefdeloos huwelijk.
Na een zeeslag belandden alle personages op hetzelfde schip en arriveren in de stad, Bensaylum. Hier trekt Susan Storm al snel de aandacht van de keizer, Numenor, terwijl Johnathan de aandacht trekt van Numenors nichtje, Rita.
Tijdens het gevecht met Doom en de Four Who Are Frightfull raakt Numenor dodelijk gewond. Met zijn dood verdwijnt ook de stad. De Fantastick Four, Doris en Shakespeare kunnen met hun schip ontkomen, maar Doom en zijn helpers gaan samen met de stad ten onder.
Er is een epiloog waarin John en Doris’ ex-man hun ruzie bijleggen. De epiloog eindigt met de dood van Rita, terwijl Uatu de aarde in de gaten houdt.

## Personages

### Historische personages
- William Shakespeare
- Jacobus I van Engeland

### Helden
The Fantastick Four:
- Sir Richard Reed
- Susan Storm
- Johnatan Storm
- Ben Grimm

### Schurken
- Count Otto Von Doom
- Natasha

Four who are Frightful:
- The Wizard
- Medusa
- Sandman
- Trapster

### Bensaylum
- Numenor
- Rita

### Overig
- Doris Evans